# Justí II el Jove
Justí II el Jove (en llatí: Flavius Iustinus (Iunior) Augustus va ser emperador romà d'Orient des de l'any 565 fins al 578, tot succeint en el tron al seu oncle Justinià I. Es va casar amb Sofia, neboda de Teodora, l'anterior emperadriu, i va ser membre de l'anomenada dinastia justiniana.
El seu regnat va quedar marcat per la guerra amb Pèrsia i la pèrdua d'una gran part d'Itàlia. Es considera que la seva política, gens conciliadora, no va ser la més adequada per afrontar els perills que amenaçaven el territori de l'Imperi; per això no va poder preservar el gran llegat del seu predecessor.

## Biografia

### Ascens al tron
La nit del 13 de novembre del 565 Justí dormia quan fou despertat per una delegació del senat que li anunciava la mort de Justinià I i l'informaven que havia estat designat successor amb el seu cosí, el general Justí com a cèsar. La darrera voluntat de l'emperador es va llegir al senat i Justí fou proclamat emperador.
El primer que va fer fou pagar els deutes de Justinià; en això va gastar bona part del tresor imperial i va repartir també diners entre el poble per guanyar el favor popular. L'emperadriu Sofia va obrir el seu tresor privat i va contribuir als pagaments.
En el tema religiós va publicar un decret de tolerància universal que permetia que tots els exiliats per motius religiosos poguessin tornar, amb l'excepció d'Eutiqui; això va portar la pau a l'església, una pau que va durar mig segle.
Més endavant, per recuperar els diners invertits en el pagament dels deutes de Justinià, va iniciar un sistema de sobretaxa fiscal, ja que les taxes ja eren molt altes, i va vendre les propietats imperials.
Ben aviat van aparèixer els conflictes. Una ambaixada del kan dels àvars va demanar audiència però Justí els va despatxar ràpidament provocant l'enemistat del kan; també va tenir conflictes diplomàtics amb els perses que feien augurar una guerra. El seu cosí, l'estimat general Justí, fou enviat a Egipte, on fou assassinat, i aquest succés va provocar la indignació del poble de Constantinoble. El suposat complot va haver de ser ofegat amb violència, i els amics del general mort foren acusats de conspirar.

### Lluites amb els longobards
Ja ben al principi del seu regnat va actuar amb passivitat en la guerra entre longobards i gèpides a la Pannònia, si bé uns i altres el van temptar amb promeses. Els longobards es van aliar amb els àvars i els gèpides van demanar ajut a Justí a canvi de cedir-li la ciutat de Sírmium, l'actual Sremska Mitrovica. Una força romana d'Orient va rellevar al destacament gèpida de la ciutat, que finalment seria l'únic premi de l'imperi en tot aquest període. L'Imperi Romà d'Orient no hi va intervenir més. Els àvars no van arribar a temps, però els longobards van guanyar la batalla i la derrota va significar el final del poder gèpida. El rei longobard Alboí va tallar el cap del rei derrotat Cunimon i amb el crani es va fabricar una tassa.
L'emperadriu Sofia odiava Narses, el governador d'Itàlia, i va aconseguir que Justí el fes tornar d'Itàlia amb tots els diners que s'havien enviat per la defensa. Narses va al·legar una imminent invasió dels longobards per no haver de tornar, i Sofia li va dirigir una carta insultant; Narses llavors va deixar que els longobards envaïssin Itàlia amb la promesa que ell no agafaria el comandament dels romans. Quan Narses se'n va penedir ja era massa tard i el 567 va haver de renunciar al comandament arran de les protestes dels ciutadans de Roma.
El 568 Alboí va envair Itàlia. Flavi Longí, successor de Narses, no havia fortificat els passos dels Alps i no hi va poder fer front. Forum Iulii fou la primera ciutat conquerida i s'hi va establir un ducat longobard que va agafar el nom de Friül (corrupció de Forum Iulii) amb Grasulf com a primer duc. A continuació van ocupar Aquileia, els habitants de la qual es van refugiar a unes illes de la costa i van originar la que més endavant seria la ciutat de Venècia.
Eren una força imponent que més que saquejar, creava assentaments. Les forces romanes d'Orient dels enclavaments aïllats que els feien front no estaven prou ben preparades i eren derrotades; Itàlia, a més, estava extenuada per diverses plagues que havia patit. El 569 els longobards van ocupar Màntua, la Ligúria i els Alps Cottis, i el 5 de setembre entraven victoriosos a Milà. Allí Alboí es va coronar rei d'Itàlia i el territori entorn de Milà fou anomenat Longobardia o Llombardia.
El 570 els longobards van ocupar una bona part d'Itàlia central i van arribar fins a Spoleto, on es va fundar un altre ducat important governant per Faroald, i Benevent, on també es va fundar un ducat aprofitant que hi havia una colònia de longobards que s'havien establert allà 19 anys abans per concessió imperial; el seu cap era Zotto, que fou nomenat duc. El 571 van ocupar Calàbria i el seu nom fou donat pels grecs a la part que van conservar, la península del Bruttium i part de Lucània. Roma, Ravenna, la moderna Calàbria i altres zones van romandre en poder dels imperials.
Més endavant, el rei longobard Alboí fou assassinat a Pavia (572), ciutat on el seu successor va establir la residència; arran d'aquest fet els longobards van començar a tenir conflictes interns.

### El conflicte amb els àvars i els gots
Pel que fa als àvars Justí II es va negar a pagar-los cap subsidi, ja que tenia la vocació de ser més rigorós amb el tresor que el seu oncle Justinià i desenvolupà una nova política tot desafiant els bàrbars. Aquests van esperar que l'imperi patís algun daltabaix, i això va succeir a partir del 572 durant la guerra amb els perses.
Els àvars ho van aprofitar i esclatà la guerra a Dalmàcia. El general romà d'Orient Tiberi, un bon general, tot i que no disposava de forces va aconseguir reconduir la situació. El tractat de pau que van haver de pactar, amb un pagament de 80.000 monedes de plata, va sortir molt més car que el subsidi original que s'havien estalviat, una evidència més del fracàs de la política de l'emperador.
A partir del 569 el rei got Leovigild va atacar els territoris de l'Imperi a la península Ibèrica, i els va prendre Màlaga i altres ciutats. Van acordar la pau el 572, reconeixent-se mútuament el nou mapa territorial. Més endavant, a l'època de Suintila, van perdre els darrers assentaments a la península.

### La guerra persa
Els perses estaven enfrontats al poble del turcs occidentals, amb els quals l'Imperi Romà d'Orient tenia relacions d'amistat i, per tant, eren aliats. Còsroes I va envair el regne dels himiarites al Iemen. Paral·lelament els ibers del Caucas i els armenis de l'anomenada Persarmènia es van revoltar el (571) amb la promesa que Justí els ajudaria, fonamentant-se en la mateixa fe cristiana que compartien. L'Imperi Romà d'Orient aprofità la revolta per refusar el tribut anyal de 30.000 peces d'or que pagaven als perses d'acord amb els antics tractats, i la guerra va esclatar l'any 572.
Justí va enviar contra els perses al general Marcià, que tot i no disposar d'exèrcit, en va arribar a formar un i va fer més del que calia esperar en la precarietat en què es trobava. Va romandre per un temps a la fortalesa de Dara i va rebre reforços de contingents de la Làzica i altres nacions del Caucas. Amb aquestes forces va assetjar Nisibis i va presentar batalla a l'exèrcit persa de 100.000 homes. Un canvi sobtat es va produir quan, des de Constantinoble, va arribar Acaci amb l'ordre que Marcià tornés a la capital i que ell assumia el comandament. Amb la marxa de Marcià l'exèrcit romà d'Orient es va dispersar perquè no confiava en Acaci, personatge mancat de talent militar.
Per acabar-ho d'adobar, Acaci es va enemistar amb els seus imprescindibles aliats khàzars, que eren de credo monofisita com els romans d'Orient, els quals es van retirar i van deixar el pas lliure perquè els perses ocupessin Síria i fessin una gran quantitat de presoners. Els perses van arribar fins a la fortalesa de Dara a la vora del riu Bouron, baluard de l'imperi, que fou conquerida el novembre del 573 després d'una valerosa resistència de cinc mesos. Sembla que la notícia del desastre va afectar mentalment a Justí II.

### El govern de l'emperadriu
Justí no tenia fills i Sofia el va convèncer d'adoptar com a fill i hereu a Tiberi, l'emperador la va escoltar i el 574 va adoptar a Tiberi. Tot seguit, la bogeria de l'emperador era tan acusada que el govern va quedar completament en mans de Sofia i els seus ministres.
Sofia va concertar una treva d'un any amb els perses a canvi de 45.000 peces d'or, treva que després es va prorrogar per tres anys amb el tribut anyal de 30.000 peces d'or, si bé la treva no va incloure Armènia i la guerra en aquesta zona va continuar.
Tiberi va aconseguir aixecar un exèrcit de 150.000 mercenaris i en va donar el comandament a Justinià, cosí de Justí, però aquest gran exèrcit contra els perses va deixar Itàlia i Il·líria sense defenses. Justinià va aconseguir algunes victòries i també algunes derrotes i fou substituït en el comandament per Maurici que el 578 va arribar fins al Tigris.
En la política religiosa, Justí que havia mantingut una política conciliadora, es va deixar aconsellar a finals del seu regnat per Joan de Sirimis i va iniciar una persecució del poderós clericat monofisita que li va causar molta impopularitat. L'emperadriu Sofia, la seva tia Teodora i probablement el mateix Justí havien professat, de manera pública, aquest credo. Els monofisites van ser humiliats i van perdre eventualment els seus privilegis.

### Darrers anys
Els últims anys del regnat de Justí II van estar marcats per un trastorn mental, probablement esquizofrènia. Tenia accessos de violència incontrolables, volia llançar-se per les finestres i arribava a mossegar als seus visitants. La malaltia de Justí es va incrementar amb una úlcera a la cama, i davant la situació Tiberi fou proclamat august el 26 de setembre del 578 i coronat públicament: Tiberi II.
En un moment de lucidesa, durant el patètic discurs que va pronunciar en ocasió del nomenament de Tiberi Constantí –el futur Tiberi II Constantí– com a cèsar, va aconsellar al seu successor:
| « | No frueixis amb la sang, evita la revenja, evita aquelles accions per les quals jo he aconseguit l'odi públic, i aprèn de l'experiència millor que de l'exemple del teu predecessor. Com a home, he pecat; com a pecador, fins i tot en aquesta vida, he estat severament castigat; però aquests servidors (va assenyalar als seus ministres) que han abusat de la meva confiança i inflamat les meves passions, es presentaran amb mi davant del tribunal de Crist. | » |
| — | |   |

Justí va morir pocs dies després de la coronació de Tiberi, el 5 d'octubre del 578.